# Корвин (герб)
Ко́рвин (пол. Korwin, Ślepowron odmieniony, Corvus, Corvinus, Corvin, Bujno) — польский дворянский герб. В Российской Империи принадлежал роду Корвин-Литвицких, восходящему к Екатерине Великой и Григорию Потемкину.

## Описание
В красном поле чёрный ворон, стоящий на отрубе с четырьмя сучьями, двумя сверху и двумя снизу. У птицы во рту золотой перстень с драгоценным камнем. На шлеме три страусовых пера.
Герб этот производят от Марка Валерия Мессалы Корвина (64 год до н. э. — 8 год н. э.), римского консула 31 года до н. э., которым якобы была завоевана Венгрия, а вместе с нею и Валахия, по его имени прозванная Валерией. Из этого рода были венгерские короли Хуньяди-Корвины Янош и Матьяш.
Ср. гербы: Бартлинский, Гинвил, Езержа, Зенович, Косак (Корвин на Корчаке), Кржычевский, Слеповрон, Чарлинский.

## Герб используют
Абрамики (Abramik), Баховские (Bachowski), Барановские (Baranowski), Бенковские (Bienkowski, Benkowski), Бержинские (Bierzynski), Бочковские (Boczkowski), Ботовицы (Botowic), Броницкие (Bronicki), Буйновские (Buynowski, Bujnowski), Цетнерские (Cetnerski), Хромецкие (Chromecki), Хржановские (Chrzanowski), Хычевские (Chyczewski), Дмоховские (Dmochowski), Дрозинские (Drozinski), Двораковские (Двориковские, Dworakowski), Дзбанские (Dzbanski), Филлеборне (Filleborne), Гацкие (Gacki), Гансёровские (Gąsiorowski), Гинвил (Ginwil), Госевские (Gosiewski), Гаразинские (Harazinski), Гроностайские (Gronostajski), Ягодынские (Jagodynski), Ягодзинские (Jagodzinski), Яхолковские (Jaholkowski), Ястржембские (Jastrzebski), Калиновские (Kalinowski), Камёновские (Kamionowski), Клосинские (Klosinski), Кохановские (Kochanowski), Корвины (Korwin), графы Корвин-Литвицкие (Korwin-Litwicki), Короткевич (Korotkiewicz), Коссаковские (Kossakowski), Коссенда (Kossenda), графы Красинцкие (Krasincki), Кренчовы (Kreczow), Кручковские (Kruczkowski), Круки (Kruk), Круковские (Krukowski), Липчинские (Lipczynski), Лисовские (Lisowski), Лиссовские (Lissowski), Лютостанские (Lutostanski), Лосневские (Losniewski), Малацеские (Malacieski), Малачевские (Malaczewski), Михальские (Michalski), Метельские (Mietelski), Млодницкие (Mlodnicki), Мочульские (Moczulski), Моржковские (Morzkowski), Одольские (Odolski), Ольшевские (Olszewski), Павловские (Pawlowski), Петровские (Пиотровские, Piotrowski, Ginwill-P.), Прендовские (Prendowski), Рааб (Raab), Саковичи (Sakowicz), Сарницкие (Sarnicki), Серединские (Seredynski), Соберайские (Sobierajski), Солковские (Solkowski), Созанские (Sozanski), Старжинские (Starzynski), Суйковские (Suykowski), Сурвилло, Шавронские (Szawronski), Шавровские (Szawrowski), Шувальские (Szuwalski), Тераевичи (Terajewicz, Terajowicz), Топчевские (Topczewski), Трусколяские (Truskolaski), Василевские (Wasilowski), Вищинские (Wiszczyński), Вольмеры (Wolmer), Вороновские (Woronowski), Врублевские (Wroblewski), Вышковские (Wyszkowski), Вздерские (Wzderski), Завистовские (Zawistowski), Жарновецкие (Zarnowiecki), Жоравские (Zorawski).
Корвин изм.Госевские (Gosiewski).